# 权纯雨
权纯雨（Kwon Soon-woo，1997年12月2日—），韩国男子网球运动员。
权纯雨在2021年获得了职业生涯第一个ATP巡回赛冠军（阿斯塔纳公开赛）。在国际网联男子巡回赛上获得8个单打冠军和2个双打冠军。
2023年9月25日，权纯雨在杭州亚运会上因爆冷输给泰国选手甲西迪·讪雷而怒砸球拍，并拒绝和对手握手，在社交网站上引起热议，被批评：“没有体育精神”“不配代表韩国出赛”“素质真低”。权纯雨事后向对手道歉。

## ATP巡回赛决赛

### 单打: 1 (1-0)
| 结果 | 胜-负 | 日期      | 巡回赛         | 级别   | 场地     | 对手            | 比分          |
| ---- | ----- | --------- | -------------- | ------ | -------- | --------------- | ------------- |
| 胜   | 1–0   | 2021年9月 | 阿斯塔纳公开赛 | ATP250 | 室内硬地 | 詹姆斯·达克沃思 | 7–6(8–6), 6–3 |

## 链接
- 权纯雨（英文/西班牙文）的官方資料
- 权纯雨的國際網球總會 職業／青少年 官方資料（英文）
- 权纯雨的官方資料（英文）